# William Elliott (cyclisme)
William Elliott, né le 4 avril 1995, est un coureur cycliste canadien.

## Biographie
En 2016, William Eliott participe à quelques courses en Belgique avec l'équipe RaceClean. Lors du Tour de Flandre-Orientale, il se distingue en remportant la dernière étape ainsi que le classement général,. L'année suivante, il s'impose sur le Tour de Namur. Il devient ensuite stagiaire chez T.Palm-Pôle Continental Wallon, puis intègre l'effectif de l'équipe en 2018.

## Palmarès sur route

### Par année
- 2013
  - 3e du championnat du Canada du contre-la-montre juniors
- 2016
  - Tour de Flandre-Orientale :
    - Classement général
    - 5e étape
- 2017
  - Tour de Namur :
    - Classement général
    - 1re b étape

  - 3e du Grand Prix du Central

### Classements mondiaux
| Année                                 | 2017  |
| ------------------------------------- | ----- |
| Classement mondial                    | 2025e |
| UCI Europe Tour                       | 1414e |
| UCI Asia Tour                         | 569e  |
|                                       |       |
| Légende : nc = non classéSource : UCI |       |

## Palmarès sur piste

### Championnats du Canada
- 2014
  - 3e de la poursuite par équipes

## Palmarès en cyclo-cross
- 2014-2015
  - 2e du championnat du Canada de cyclo-cross espoirs